# Demangsari
Demangsari is een bestuurslaag in het regentschap Kebumen van de provincie Midden-Java, Indonesië. Demangsari telt 4279 inwoners (volkstelling 2010).